# 東維埃拉 (佛羅里達州)
東維埃拉（英語：Viera East）是位於美國佛羅里達州布里瓦德縣的一個人口普查指定地區。

## 地理
東維埃拉的座標為28°15′55″N 80°43′05″W / 28.26528°N 80.71806°W，而該地最高點為海拔高度8米（即25英尺）。

## 人口
根據2010年美國人口普查的數據，東維埃拉的面積為13.20平方千米，當中陸地面積為13.16平方千米，而水域面積為0.04平方千米。當地共有人口10757人，而人口密度為每平方千米814人。